# Július Korostelev
Július Korostelev [júlijus korostěleu] (19. června 1923 Turčianský Svätý Martin – 18. října 2006 Turín) byl slovenský fotbalista, levý záložník, reprezentant Československa.

## Hráčská kariéra
V československé lize hrál za ŠK Bratislava (dobový název Slovanu), dále hrál italskou Serii A za Juventus a Atalantu Bergamo. Sezony 1949/50 a 1950/51 hrál za Regginu v Serii C, ve třetí nejvyšší italské soutěži nastupoval i v dresu Parmy (1951–1954). V ročnících 1954/55 a 1955/56 hrál s Parmou v Serii B, končil v Mantově (1956/57). Hrál jako levé křídlo či záložník.

### Reprezentace
Za československou reprezentaci odehrál jen jeden zápas, bylo to 14. září 1946 přátelské utkání se Švýcarskem, které skončilo výhrou 3:2. Gól nedal.

### Ligová bilance
| Ročník             | Zápasy | Góly | Minuty | Klub             |
| ------------------ | ------ | ---- | ------ | ---------------- |
| I. liga 1945/46    | –      | 16   | –      | ŠK Bratislava    |
| I. liga 1946/47    | –      | 7    | –      | ŠK Bratislava    |
| Serie A 1946/1947  | 30     | 15   | –      | Juventus Turín   |
| Serie A 1947/1948  | 18     | 5    | –      | Atalanta Bergamo |
| Serie A 1948/1949  | 18     | 4    | –      | Atalanta Bergamo |
| Serie C 1949/1950  | 34     | 17   | –      | AS Reggina       |
| Serie C 1950/1951  | 18     | 5    | –      | AS Reggina       |
| Serie C 1951/1952  | 24     | 11   | –      | Parma AS         |
| Serie C 1952/1953  | 29     | 15   | –      | Parma AS         |
| Serie C 1953/1954  | 32     | 15   | –      | Parma AS         |
| Serie B 1954/1955  | 22     | 7    | –      | Parma AS         |
| Serie B 1955/1956  | 7      | 1    | –      | Parma AS         |
| CELKEM I. ČS. LIGA | –      | 23   | –      |                  |
| CELKEM Serie A     | 66     | 24   | –      |                  |

## Trenérská kariéra
V roce 1961 trénoval s Gunnarem Grenem Juventus Turín.